# Vasilij Iosifovič Džugašvili
Vasilij Iosifovič Džugašvili (in georgiano ვასილი იოსების ჯუღაშვილი?, in russo Василий Иосифович Джугашвили?; Mosca, 21 marzo 1921 – Kazan', 19 marzo 1962) è stato un generale sovietico.

## Biografia
Figlio di Stalin e della sua seconda moglie, Nadežda Allilueva, ebbe una rapida carriera militare diventando alla fine generale. Incriminato per grave negligenza e incarcerato nei primi anni cinquanta, fu rilasciato nel gennaio del 1960.
Morì per alcolismo nel 1962.